# Srđan Andrić
Srđan Andrić (Dubrovnik, Croacia, 5 de enero de 1980), futbolista croata. Juega de volante y su actual equipo es el Al-Wahda de la Liga de los EAU.

## Selección nacional
Ha sido internacional con la Selección de fútbol de Croacia, ha jugado 2 partidos internacionales.

### Participaciones en Copas del Mundo
| Mundial                               | Sede    | Resultado    |
| ------------------------------------- | ------- | ------------ |
| Copa Mundial de Fútbol Sub-20 de 1999 | Nigeria | 8.º de final |

## Clubes
| Club             | País                   | Año       |
| ---------------- | ---------------------- | --------- |
| Hajduk Split     | Croacia                | 1994-2004 |
| Panathinaikos FC | Grecia                 | 2004-2007 |
| Hajduk Split     | Croacia                | 2007-2012 |
| Al-Wahda         | Emiratos Árabes Unidos | 2012-     |

## Palmarés

### Campeonatos nacionales
| Título          | Club             | País    | Año  |
| --------------- | ---------------- | ------- | ---- |
| Copa de Croacia | HNK Hajduk Split | Croacia | 2000 |
| Prva HNL        | HNK Hajduk Split | Croacia | 2001 |
| Copa de Croacia | HNK Hajduk Split | Croacia | 2003 |
| Prva HNL        | HNK Hajduk Split | Croacia | 2004 |
| Copa de Croacia | HNK Hajduk Split | Croacia | 2010 |